# Chusquea nana
Chusquea nana és una espècie de bambú, del gènere Chusquea, de la subtribu Chusqueina, subfamília de les bambusòidies, família poàcies. Originària de Sud-amèrica, es fa a l'Equador, a les províncies d'Azuay, Loja, Morona, a alçades de més de 2.500 metres. És gairebé amenaçat.